# 전기발광

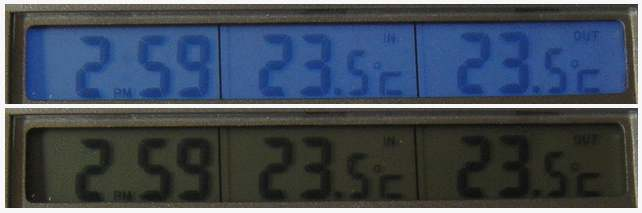
액정 디스플레이의 시야, 전자 발광 백라이트가 켜진 상태 (상단)와 꺼진 상태 (하단)

전기발광(Electroluminescence, EL)은 전류의 흐름이나 강한 전기장에 반응하여 재료가 빛을 방출하는 광학 현상 및 전기 현상이다. 이는 열로 인한 흑체발광(백열), 화학 반응(화학발광), 액체 내 반응(전기화학발광), 소리(음발광), 또는 기타 기계적 작용(기계발광)이나 유기 전기발광과는 구별된다.

## 메커니즘

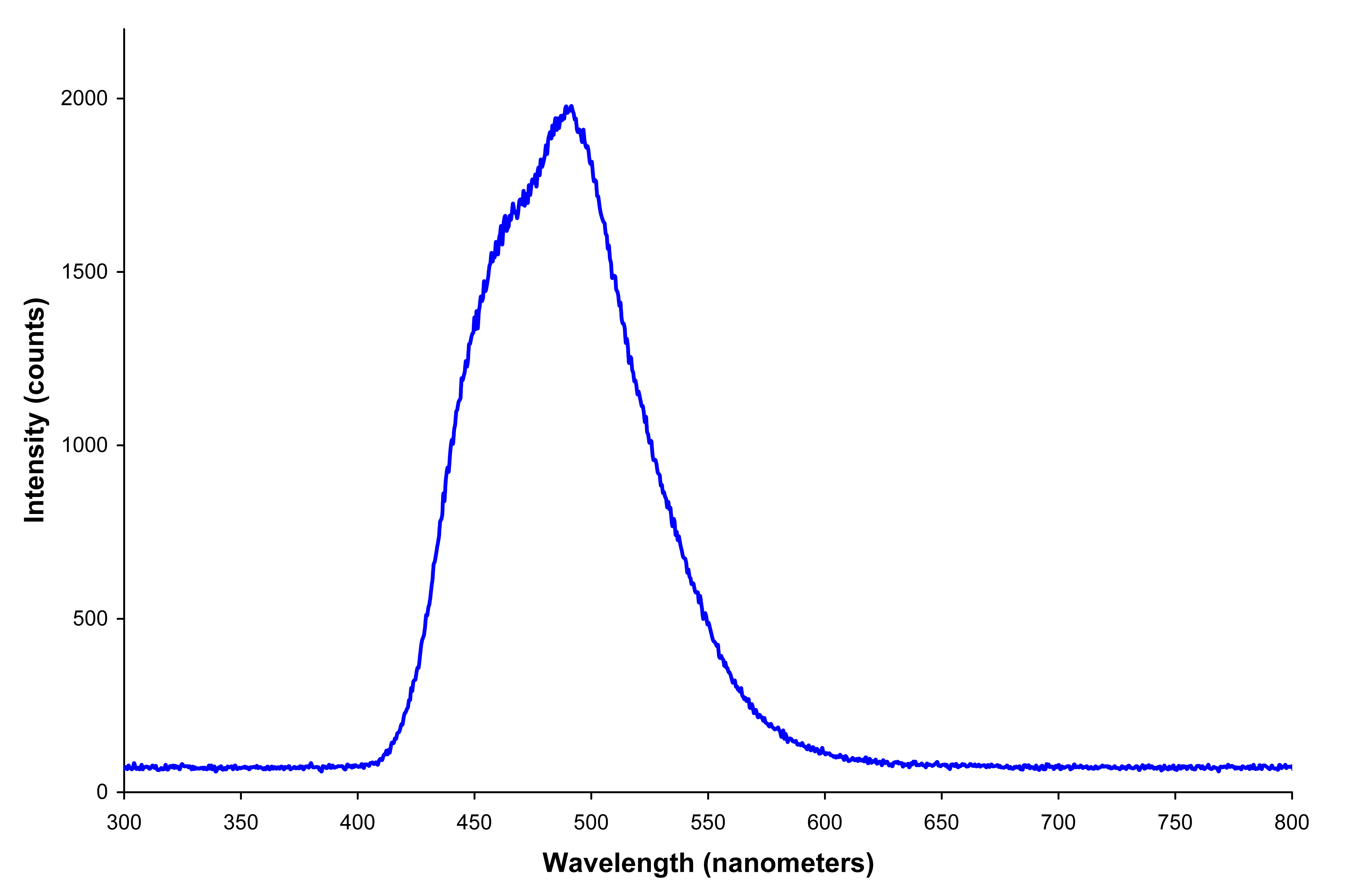
시계 라디오용 청록색 전기발광 광원 스펙트럼 (위 이미지와 유사). 피크 파장은 492 nm이며, FWHM 스펙트럼 대역폭은 약 85 nm로 상당히 넓다.

전기발광은 재료, 보통 반도체 내에서 전자와 양공의 복사 재결합의 결과이다. 여기된 전자는 에너지를 광자 — 즉 빛 — 로 방출한다. 재결합 전, 전자와 양공은 도핑을 통해 재료를 p-n 접합으로 형성(발광 다이오드와 같은 반도체 전기발광 장치에서)하거나, 강한 전기장에 의해 가속된 고에너지 전자의 충격에 의한 여기(전기발광 디스플레이의 형광체처럼)를 통해 분리될 수 있다.
최근 태양전지가 빛-전기 효율(개방 회로 전압 개선)을 향상시키면 전기-빛(EL) 효율도 향상된다는 사실이 밝혀졌다.

## 특징

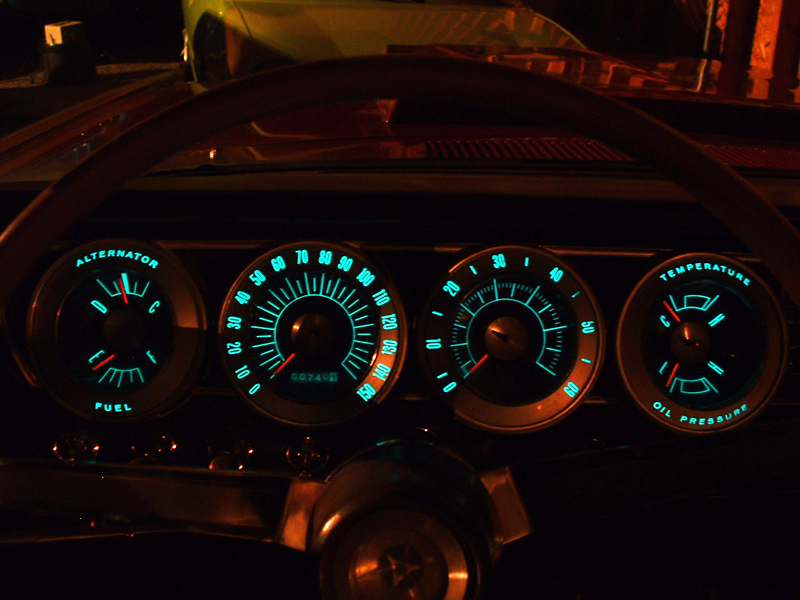
1966년 닷지 차저 계기판으로 "판넬레슨트 라이팅"을 사용했다. 크라이슬러는 1960년 모델부터 EL 패널 조명을 탑재한 자동차를 처음 선보였다.

전기발광 기술은 네온 램프나 형광등과 같은 경쟁 조명 기술에 비해 전력 소비가 상당히 낮다. 이러한 특징과 재료의 얇음으로 인해 EL 기술은 광고 산업에서 가치를 인정받았다. 관련 광고 응용 분야로는 전기발광 빌보드와 간판이 있다. EL 제조업체는 전기발광 시트의 어떤 영역이 언제 조명될지 정확히 제어할 수 있다. 이는 광고주에게 전통적인 광고 공간과 호환되면서도 더 역동적인 광고를 만들 수 있는 능력을 부여했다.
EL 필름은 소위 람베르트 방사체이다. 네온 램프, 필라멘트 램프 또는 LED와는 달리 표면의 밝기가 모든 시야각에서 동일하게 나타난다. 전기발광은 방향성이 없다. 표면에서 방출되는 빛은 완벽하게 균일하며 눈에 잘 인지된다. EL 필름은 대역폭이 매우 좁고 균일하며 먼 거리에서도 잘 보이는 단일 주파수(단색) 빛을 생성한다.
원칙적으로 EL 램프는 어떤 색상으로든 만들 수 있다. 그러나 일반적으로 사용되는 녹색은 인간 시각의 최대 민감도와 거의 일치하여 가장 적은 전력 입력으로 가장 큰 가시적 광 출력을 생성한다. 네온 및 형광등과 달리 EL 램프는 부저항 장치가 아니므로 전류량을 조절하는 추가 회로가 필요하지 않다. 현재 사용되는 새로운 기술은 구동 주파수에 따라 600에서 400 nm까지 빛을 방출하는 다중 스펙트럼 인광체를 기반으로 한다. 이는 아쿠아 EL 시트에서 볼 수 있는 색상 변화 효과와 유사하지만 더 큰 규모로 나타난다.

## 전기발광 재료의 예
전기발광 장치는 유기 또는 무기 전기발광 재료를 사용하여 제작된다. 활성 재료는 일반적으로 빛의 방출을 허용할 만큼 충분히 넓은 대역폭을 가진 반도체이다.
가장 일반적인 무기 박막 EL(TFEL)은 황록색 방출을 하는 ZnS:Mn이다. EL 재료의 범위 예는 다음과 같다.
- 황화 아연 분말에 구리를 도핑한 것 (녹색 빛 발생) 또는 은을 도핑한 것 (밝은 파란색 빛 발생)
- 망가니즈가 도핑된 박막 황화 아연 (주황-빨간색 발생)
- 붕소 미량이 도펀트로 작용하는 자연적인 파란색 다이아몬드
- 13족 및 15족 원소를 포함하는 반도체, 예를 들어 인듐 인화물(InP), 비소화 갈륨(GaAs), 질화 갈륨(GaN) (발광 다이오드)
- Ru(bpy)3]2+(PF6−)2와 같은 특정 유기 반도체, 여기서 bpy는 2,2'-바이피리딘
- 산화 테르븀 (황록색 빛)[2]

## 실제 구현
가장 일반적인 전기발광(EL) 장치는 분말(주로 조명 응용 분야에 사용) 또는 박막(정보 표시용)으로 구성된다.

### 발광 커패시터 (LEC)

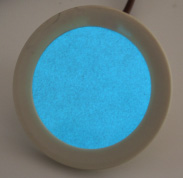
작동 중인 전기발광 종야등 (230V에서 0.08W를 사용하며, 1960년 제조; 점등된 지름은 59mm)

발광 커패시터, 또는 LEC는 적어도 1961년부터 전기발광 패널을 설명하는 데 사용된 용어이다. 제너럴 일렉트릭은 1938년에 평면 전기발광 패널에 대한 특허를 보유하고 있으며, 이는 여전히 종야등 및 계기판 디스플레이의 백라이트로 제조되고 있다. 전기발광 패널은 외부 플레이트 사이에 유전체가 광자를 방출하는 형광체인 축전기이다. 접점 중 하나를 투명하게 만들면 노출된 넓은 영역에서 빛이 방출된다.
각 계기 바늘도 개별 광원인 전기발광 자동차 계기판 백라이팅은 1960년 크라이슬러 및 임페리얼 승용차에서 생산되기 시작했으며, 1967년까지 여러 크라이슬러 차량에서 성공적으로 계속 사용되었고 "패널레슨트 라이팅"으로 판매되었다.

### 종야등
매사추세츠주 댄버스와 세일럼의 실바니아 조명 부문은 크라이슬러 계기판이 생산되기 시작한 거의 같은 시기에 "패널레슨트"라는 상표명으로 EL 종야등을 생산 및 판매했다. 이 램프들은 극히 신뢰할 수 있음이 입증되었으며, 일부 샘플은 거의 50년 동안 연속 작동 후에도 여전히 기능하는 것으로 알려져 있다.
1960년대 후반, 매사추세츠주 니덤의 실바니아 전자 시스템 부서는 실바니아 전자 튜브 부문에서 제조한 전자 발광식 표시 장치 패널을 사용하여 아폴로 달 착륙선 및 사령선용 여러 기기를 개발하고 제조했다. 매사추세츠주 서드버리의 레이시온은 아폴로 가이던스 컴퓨터를 제조했는데, 이 컴퓨터는 디스플레이-키보드 인터페이스(DSKY)의 일부로 실바니아 전기발광 디스플레이 패널을 사용했다.

### 디스플레이 백라이트

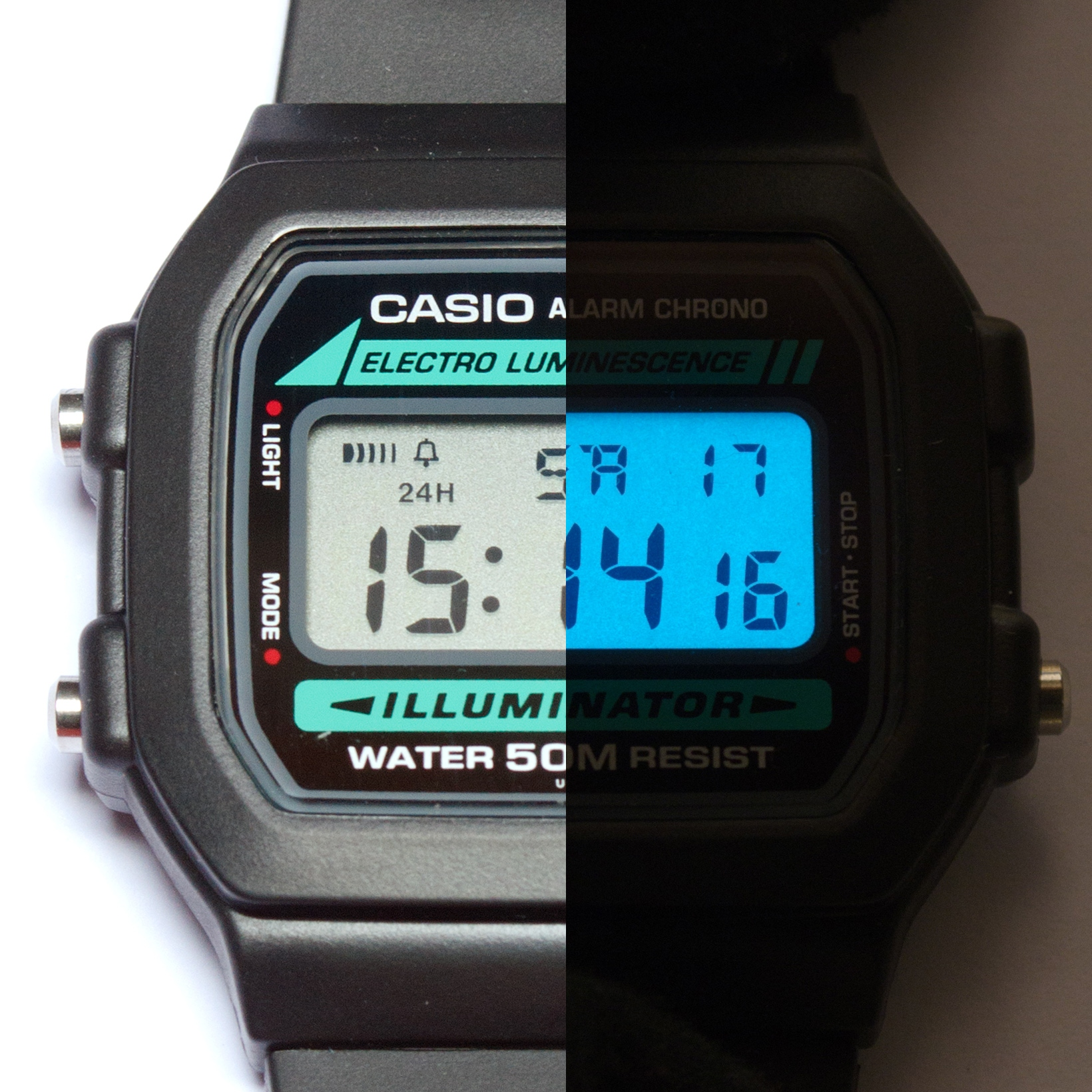
전기발광 백라이트가 장착된 카시오 디지털 LCD 시계

분말 형광체 기반 전기발광 패널은 액정 디스플레이의 백라이트로 자주 사용된다. 이는 비교적 적은 전력을 소비하면서 전체 디스플레이에 부드럽고 균일한 조명을 쉽게 제공한다. 이로 인해 호출기, 손목시계, 컴퓨터 제어 온도 조절기 등 배터리 구동 장치에 편리하며, 부드러운 녹색-청록색 빛은 기술 세계에서 흔히 볼 수 있다.
EL 백라이트는 비교적 높은 전압(60~600볼트)이 필요하다. 배터리 구동 장치의 경우 이 전압은 장치 내의 부스트 컨버터 회로에 의해 생성되어야 한다. 이 컨버터는 백라이트가 활성화될 때 종종 희미하게 들리는 윙윙거리는 소리나 사이렌 소리를 낸다. 선 전압 구동 장치는 전력선에서 직접 활성화될 수 있다. 일부 전기발광 야간등은 이런 방식으로 작동한다. 단위 면적당 밝기는 전압 및 주파수 증가에 따라 증가한다.
박막 형광체 전기발광은 1980년대에 일본의 샤프 주식회사, 핀란드의 Finlux(Oy Lohja Ab), 미국의 Planar Systems에 의해 처음 상용화되었다. 이 장치에서는 밝고 수명이 긴 빛 방출이 박막 황색 발광 망가니즈 도핑 황화 아연 재료에서 달성된다. 이 기술을 사용하는 디스플레이는 견고성과 넓은 시야각이 중요하고 액정 디스플레이가 잘 개발되지 않은 의료 및 차량 응용 분야를 위해 제조되었다. 1992년 타이멕스는 일부 시계에 인디글로 EL 디스플레이를 도입했다.
최근에는 청색, 적색, 녹색을 방출하는 박막 전기발광 재료가 개발되어 긴 수명과 풀 컬러 전기발광 디스플레이의 잠재력을 제공한다.
EL 재료는 두 개의 전극 사이에 봉입되어야 하며, 생성된 빛이 빠져나갈 수 있도록 최소한 하나의 전극은 투명해야 한다. 인듐 주석 산화물로 코팅된 유리는 일반적으로 전면(투명) 전극으로 사용되며, 후면 전극은 반사 금속으로 코팅된다. 또한 탄소 나노튜브 코팅이나 PEDOT과 같은 다른 투명 전도성 재료도 전면 전극으로 사용될 수 있다.
디스플레이 응용 분야는 주로 수동형(즉, 전압이 디스플레이 가장자리에서 구동됨. 디스플레이의 트랜지스터에서 구동되는 것과 비교)이다. LCD 트렌드와 유사하게, 각 픽셀의 전압을 연장하기 위해 회로가 추가된 능동 매트릭스 EL(AMEL) 디스플레이도 시연되었다. TFEL의 고체 특성 덕분에 실리콘 기판에서도 매우 견고하고 고해상도 디스플레이를 제작할 수 있다. Planar Systems를 포함한 컨소시엄은 인치당 1000라인(LPI) 이상에서 1280×1024 AMEL 디스플레이를 시연했다.

## 후막 유전체 전기발광 기술
후막 유전체 전기발광 기술 (TDEL)은 캐나다 기업 iFire Technology Corp.에서 개발한 형광체 기반 평판 디스플레이기술이다. TDEL은 후막 및 박막 공정을 모두 결합한 무기 전기발광(IEL) 기술을 기반으로 한다. TDEL 구조는 유리 또는 기타 기판으로 만들어지며, 두 세트의 전극 사이에 후막 유전체 층과 박막 인광체 층이 끼워져 픽셀 매트릭스를 형성한다. 이 매트릭스 내의 무기 인광체는 교류 전기장이 존재할 때 빛을 방출한다.

### 컬러 바이 블루
컬러 바이 블루(Color By Blue, CBB)는 2003년에 개발되었다. 컬러 바이 블루 공정은 이전의 트리플 패턴 공정보다 더 높은 휘도와 더 나은 성능을 달성하며, 패널 전체에 걸쳐 향상된 명암비, 회색조 재현 및 색상 균일성을 제공한다. 컬러 바이 블루는 광발광의 물리적 특성을 기반으로 한다. 고휘도 무기 청색 인광체가 특수 색상 변환 재료와 함께 사용되어 청색광을 흡수하고 적색 또는 녹색광을 재방출하여 다른 색상을 생성한다.

## 새로운 응용 분야
전기발광 조명은 이제 공공 안전 식별을 위한 응용 분야로 사용되며, 차량 지붕에 영숫자 문자를 사용하여 공중에서 명확하게 볼 수 있도록 한다.
전기발광 조명, 특히 전기발광선(EL 와이어)은 의류 분야에도 진출하여 많은 디자이너들이 이 기술을 엔터테인먼트 및 유흥 산업에 도입했다. 2006년부터 오디오 이퀄라이저로 양식화된 전기발광 패널이 달린 티셔츠, T-Qualizer가 잠시 인기를 끌었다.
엔지니어들은 원래 크기보다 6배 이상 늘어나면서도 빛을 계속 방출할 수 있는 전기발광 "피부"를 개발했다. 이 초탄성 발광 축전기(HLEC)는 이전에 테스트된 신축성 디스플레이보다 두 배 이상 많은 변형을 견딜 수 있다. 이 축전기는 절연성 엘라스토머 시트를 끼워 넣은 투명 하이드로겔 전극층으로 구성된다. 엘라스토머는 늘어나고, 말리고, 변형될 때 휘도와 정전 용량이 변한다. 원래 크기의 480% 이상 변형된 상태에서도 빛을 방출하는 능력 외에도, 이 그룹의 HLEC는 소프트 로보틱스 시스템에 통합될 수 있음이 입증되었다. 6층 HLEC 패널 3개를 함께 묶어 기어 다니는 소프트 로봇을 만들었으며, 상위 4개 층은 발광 피부를 구성하고 하위 2개 층은 공압 액추에이터를 구성했다. 이 발견은 의료, 운송, 전자 통신 및 기타 분야에서 상당한 발전을 가져올 수 있다.

## 같이 보기
- 광원 목록
- 유기 발광 다이오드
- 광전 효과